# 达尼埃尔·波佩斯库
达尼埃尔·波佩斯库（羅馬尼亞語：Daniel Popescu，1983年6月1日—），罗马尼亚男子体操运动员。他曾代表罗马尼亚参加2004年和2008年夏季奥林匹克运动会体操比赛，其中2004年奥运会获得一枚铜牌。